# Giovanni Colombo (pittore)
Giovanni Colombo, noto anche come Giovanni da Busnago (Busnago, 1908 – Gaggiano, 1972), è stato un pittore italiano.

## Biografia
Autodidatta, esordì con alcune personali a Roma negli anni trenta, per poi eleggere Milano a città d'adozione. Lì frequentò i chiaristi e i pittori del gruppo Bagutta.

## Opere
Fu pittore principalmente di vedute cittadine, di Venezia, Parigi e soprattutto Milano, città della quale seppe rendere la vivacità degli scorci più pittoreschi. Una sua opera, Via Monte di Pietà nel 1840 (1970 circa) è conservata nelle Collezioni d'arte della Fondazione Cariplo.